# Mikhaïl Vekovichtchev
Mikhaïl Dmitrievitch Vekovichtchev (russe : Михаил Дмитриевич Вековищев), né le 5 août 1998 à Obninsk, est un nageur russe.
Il a remporté la médaille d'argent du relais 4 × 200 m nage libre masculin aux Jeux olympiques d'été de 2020 à Tokyo. Il participe à l'International Swimming League au sein du London Roar.

## Palmarès

### Championnats du monde

#### Grand bassin
- Championnats du monde 2017 à Budapest :
  -  Médaille d'argent du relais 4 × 200 m nage libre
- Championnats du monde 2019 à Gwangju :
  -  Médaille d'argent du relais 4 × 200 m nage libre
  -  Médaille de bronze du relais 4 × 100 m quatre nages (participe uniquement aux séries)